# Sébastien Carabin
Sébastien Carabin (Verviers, 28 de marzo de 1989) es un deportista belga que compite en duatlón.
Ganó cuatro medallas en el Campeonato Mundial de Duatlón Campo a Través entre los años 2022 y 2025, y tres medallas en el Campeonato Europeo de Duatlón Campo a Través entre los años 2022 y 2024.

## Palmarés internacional
| Campeonato Mundial | Campeonato Mundial      | Campeonato Mundial | Campeonato Mundial |
| Año                | Lugar                   | Medalla            | Prueba             |
| ------------------ | ----------------------- | ------------------ | ------------------ |
| 2022               | Târgu Mureș (Rumania)   | Medalla de plata   | Individual         |
| 2023               | Ibiza (España)          | Medalla de oro     | Individual         |
| 2024               | Townsville (Australia)  | Medalla de plata   | Individual         |
| 2025               | Pontevedra (España)     | Medalla de plata   | Individual         |
| Campeonato Europeo |                         |                    |                    |
| Año                | Lugar                   | Medalla            | Prueba             |
| 2022               | Bilbao (España)         | Medalla de oro     | Individual         |
| 2023               | Riva del Garda (Italia) | Medalla de plata   | Individual         |
| 2024               | Coímbra (Portugal)      | Medalla de bronce  | Individual         |